# Symonida Paleologina
Symonida Paleologina (ur. w 1294, zm. ok. 1345 w Konstantynopolu) – królowa Serbii, córka cesarza bizantyjskiego Andronika II Paleologa, żona Urosza II Milutina.

## Życiorys
Małżeństwo Symonidy i Stefana Urosza zostało zawarte w 1299 roku z przyczyn politycznych. Miało być gwarancją sojuszu między Cesarstwem Bizantyńskim a Serbią. Stefan Urosz w momencie małżeństwa miał prawie 50 lat, a Symonida była pięcioletnim dzieckiem. Symonida była jego czwartą żoną, gdyż pierwsze trzy porzucił i wygnał.
Małżeństwo okazało się nieudane i tragiczne dla Symonidy, gdyż mąż znęcał się nad nią psychicznie i fizycznie. Symonida usiłowała uciec od niego po pogrzebie swojej matki Jolanty z Montferratu. Powróciła do Konstantynopola po jego śmierci w 1321 roku. Wstąpiła wówczas do klasztoru.